# Andromeda Tower
La Andromeda Tower es un rascacielos de la ciudad de Viena, en Austria, en el barrio de Donaustadt. 
El edificio concebido por el arquitecto Wilhelm Holzbauer fue construido entre 1996 y 1998. Este inmueble está destinado a oficinas. Los principales arrendatarios son la embajada de Japón en Austria y las empresas Unisys y General Electric. 
La superficie total del edificio es de 34 450 m². Consta de 29 plantas y se eleva a 103,5 m (113 m si incluimos su antena). Forma parte de los edificios más altos de Viena.